# Kauai-oo
Kauai-oo (Moho braccatus) är en utdöd fågel i familjen ooer inom ordningen tättingar. Den förekom tidigare på ön Kauai i Hawaii och sågs senast 1987. IUCN kategoriserar den som utdöd.